# Daulatkhan
Daulatkhan è un sottodistretto (upazila) del Bangladesh situato nel distretto di Bhola, divisione di Barisal. Si estende su una superficie di 316,99 km² e conta una popolazione di 153.458 abitanti (dato censimento 1991).